# Agnolo di Polo

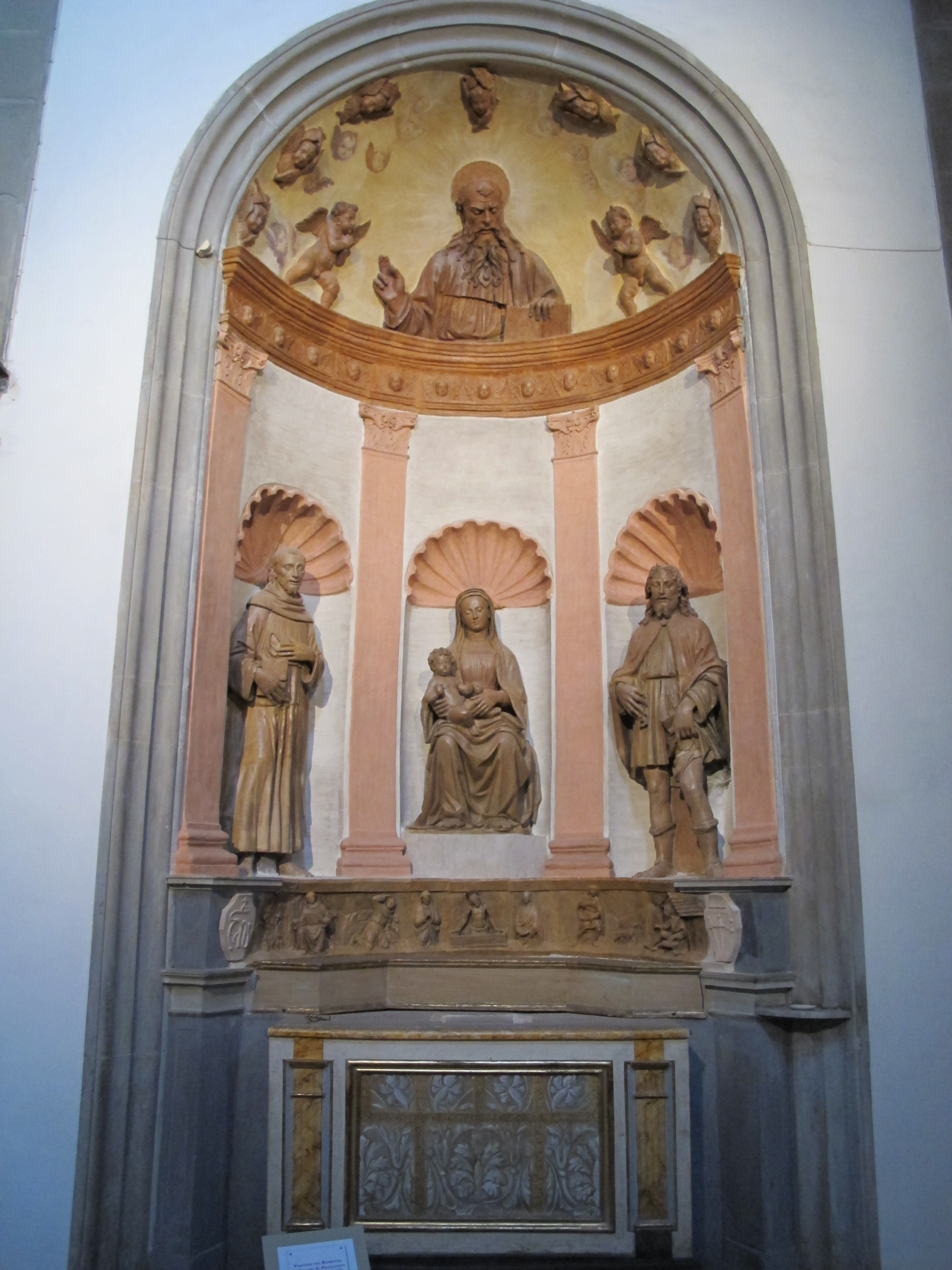
Cappella Spadari, 1526 circa, Arezzo

Agnolo di Polo (Firenze, 1470 – Arezzo, 1528) è stato uno scultore italiano.

## Biografia
Membro di una famiglia di artisti, figlio di Polo d'Angelo da Vetri e fratello di Domenico di Polo, si formò alla bottega del Verrocchio. Qui si aggiornò sui più nuovi modelli pittorici e scultorei, che divulgò con uno stile più corrente, decorativo e caratterizzato da una resa più patetica delle figure. 
Raggiunse il successo soprattutto come artefice di sculture in terracotta. Tra le migliori opere pervenuteci il gruppo scultoreo della cappella Spadari nella Santissima Annunziata ad Arezzo (Madonna col Bambino tra i santi Francesco e Rocco col Padre Eterno giudicante), oppure un San Girolamo e un San Francesco nella chiesa di San Girolamo a Volterra, o ancora un busto del Salvatore nel Museo civico di Pistoia.